# هيمبستيد (نيويورك)
هيمبستيد (بالإنجليزية: Hempstead)‏ هي قريةفي ولاية نيويورك الأمريكية. يبلغ عدد سكانها حسب تعداد سنة 2000: 53,127 نسمة. ويبلغ عددهم حسب تقدير 2007 حوالي:51,785 نسمة.

## أعلام
- درو نيكولاس
- إميل غريفيث
- والتر هدسون
- برنت باري
- ليو فيشل
- ميثودمان
- ستيوارت ميريل
- ويليام س. هايز
- جابرييلا ميسترال
- مارتي مكهيل